# 901. pehotni polk (Wehrmacht)
Za druge 901. polke glejte 901. polk.
901. pehotni polk (izvirno nemško Infanterie-Regiment 901; tudi 901. šolski polk (mot), Lehr-Regiment 901 (mot)) je bil eden izmed pehotnih polkov v sestavi redne nemške kopenske vojske med drugo svetovno vojno.

## Zgodovina
Polk je bil ustanovljen 28. decembra 1942 na področju WK III preko pehotnega šolskega polka Heera.
Poleti 1943 je bil polk preimenovan v 901. tankovskogrenadirski iskalni polk.